# المسيحية في موزمبيق

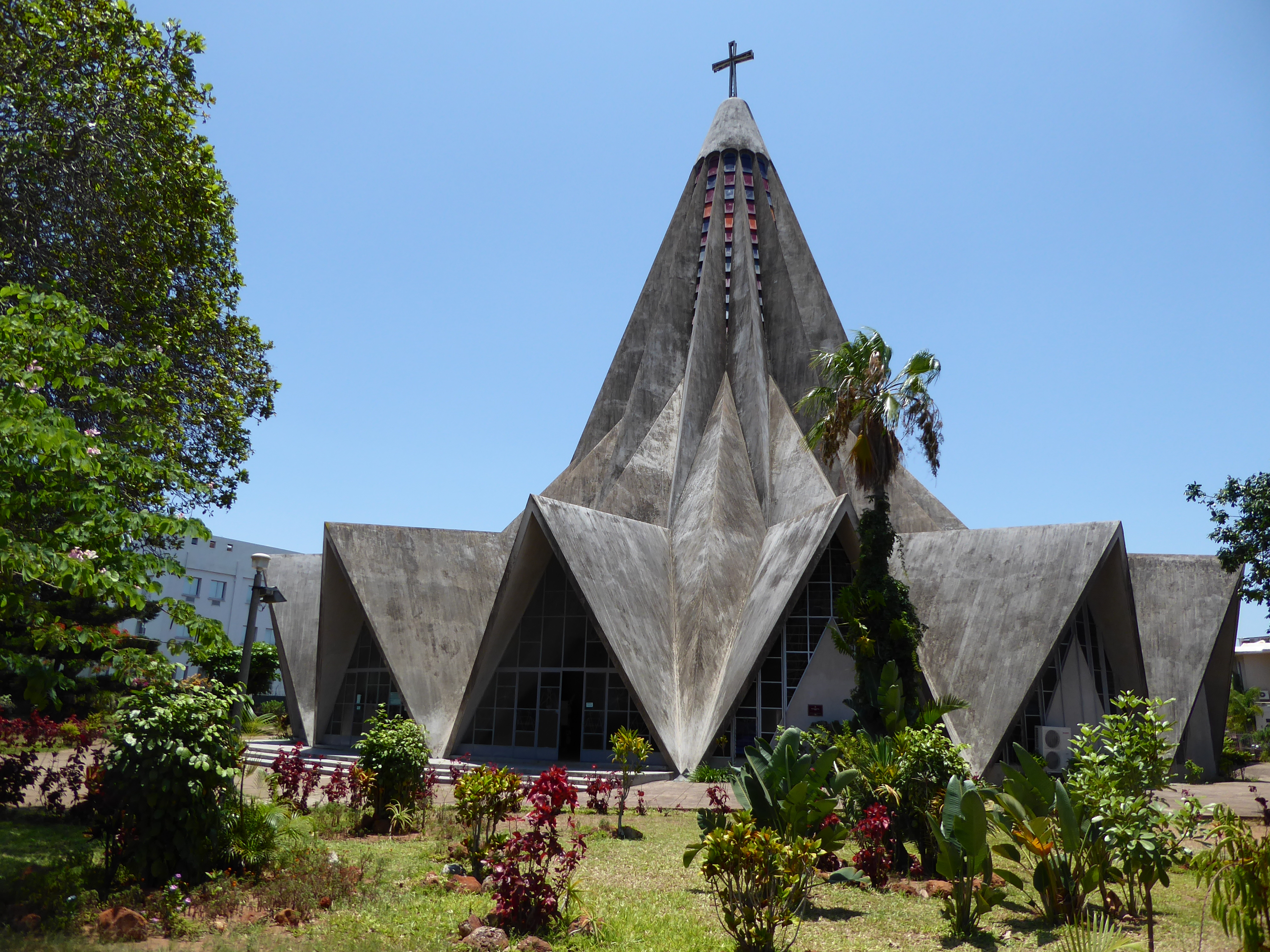
كاتدرائية سانتو أنطونيو دا بولانا في العاصمة مابوتو.

تُشكل المسيحية في موزمبيق أكثر الديانات إنتشاراً بين السكان، وفقاً لتقديرات التعداد الوطني عام 2007 كانت نسبة المسيحيين حوالي 56.1% من مجمل سكان موزمبيق في حين كانت نسبة المسلمين حوالي 17.9% من مجمل السكان. في حين كان 7.3% من معتنقي معتقدات دينية أخرى وبشكل أساسي الإحيائية، في حين أنَّ 18.7% لم يكن لهم معتقدات دينية. وبحسب التعداد السكاني عام 2007 كانت الكنيسة الرومانية الكاثوليكية أكبر الطوائف المسيحية في الموزمبيق ووصلت نسبة الكاثوليك 28.4%، وتليها في المرتبة الثانية كنائس صهيون بنسبة 15.5%، ثم الإنجيلية بنسبة 10.9%.
يعود التأثير والإرث الكاثوليكي في البلاد بسبب كونها مستعمرة برتغالية سابقة. وتنتشر الجماعات الدينية في جميع أنحاء البلاد، المقاطعات الشماليَّة هي مسلمة في الغالب، خاصةً على طول الشريط الساحلي، ولكن لدى بعض المناطق الداخلية الشمالية تركيز أقوى للمجتمعات البروتستانتيَّة أو الكاثوليكيَّة. عادةً ما يكون البروتستانت والكاثوليك أكثر عددًا في المناطق الجنوبية والوسطى، إلا أن هناك تواجد للأقليات من المسلمين في هذه المناطق. وفقاً للمديرية الوطنية للشؤون الدينية في وزارة العدل يمثل المسيحيين الإنجيليين المجموعة الدينية الأسرع نمواً في البلاد. وتميل الجماعات الدينية بشكل عام إلى جذب أعضائها من جميع الخلفيات السياسية والاقتصادية والعرقيَّة.

## تاريخ

### موزمبيق البرتغالية

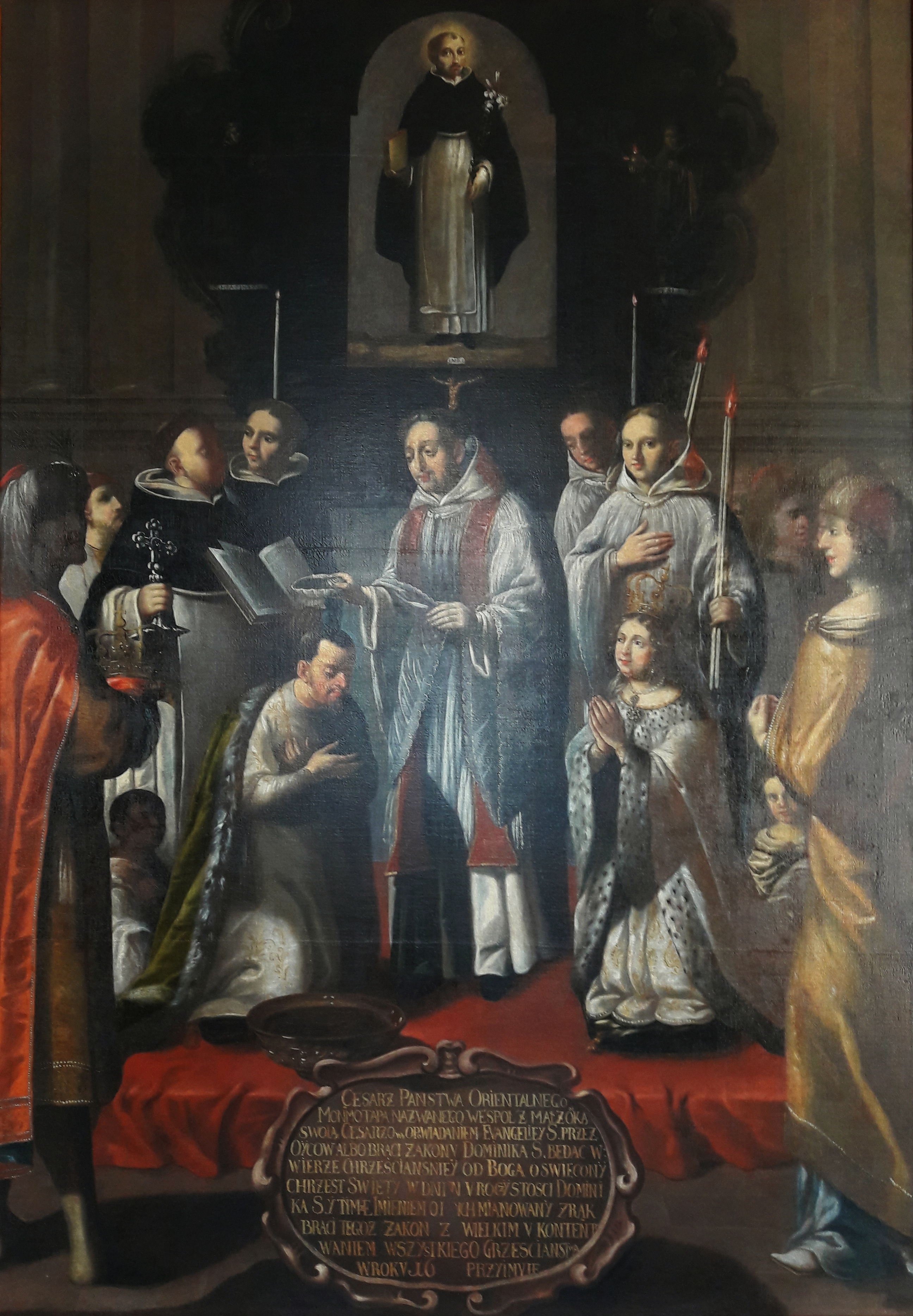
لوحة تُصور معمودية بلاط مملكة موتابا.

تميزت المرحلة الأولى من تبشير هذه الأراضي، والتي حدثت بين عام 1498 وعام 1560، بمبادرات متفرقة مرتبطة بوجود البرتغاليين: حدثت تحولات هامشيَّة إلى الكاثوليكية، حيث كانت ظاهرة صغيرة جداً. خلال الحقبة الاستعمارية، كان التسلسل الهرمي الكاثوليكي حتى الاستقلال، يتكون حصريًا من قبل الأساقفة البرتغاليين.
بدأ اليسوعيون البرتغاليون أنشطتهم التبشيرية في القرن السادس عشر. في عام 1561، تمكن المُبشر اليسوعي البرتغالي جونكالو دا سيلفيرا من شق طريقه إلى بلاط مملكة موتابا وتحويلهم إلى المسيحية، بما في ذلك حوالي 300 شخص من البلاط الملكيّ. ولم يكن صدى هذا الحدث إيجابياً بالنسبة للتجار المُسلمين في العاصمة، وأقنعوا الملك بقتل المبشر اليسوعي بعد أيام قليلة من معموديته. كان هذا الحدث العُذر الذي احتاجه البرتغاليون لاختراق المناطق الداخلية والسيطرة على مناجم الذهب وطرق العاج. بعد تحضيرات مطولة، تم إطلاق حملة استكشافيَّة تتكون من 1,000 رجل بقيادة فرنسيسكو باريتو في عام 1568. تمكنوا من الوصول إلى أعالي زامبيزي، لكن المرض المحلي أهلك القوة. عاد البرتغاليون إلى قاعدتهم عام 1572 وألقوا بإحباطهم على التجار السواحليين، واستبدلوهم بالبرتغاليين وذريتهم النصف أفريقية الذين أصبحوا برازيروس (أصحاب العقارات) من زامبيزي السفلي.
تم ضم الأراضي البرتغالية في المنطقة إلى أبرشية غوا الرومانية الكاثوليكية في الهند حتى عام 1612، عندما تم فصلها. عاد الرهبان الدومينيكان، الذين دخلوا الإقليم عام 1577، للتركيز على عملهم التبشيري في منطقة مونوموتابا، والتي تم تعميد ملكها في عام 1652. وبعد جهود عديدة، تمكن الرهبان الدومينيكان بتأسيس وجود تبشيري مستمر في المنطقة في القرن السابع عشر، وتمكن الدومينيكان واليسوعيون والأوغسطينيون بتأسيس بعثات تبشيرية في المنطقة الجنوبية من الإقليم وحتى نهر زمبيزي. أصبحت كيليماني وتيتي مراكز ثقافية كاثوليكية مهمة؛ ووقعت مدينة زومبو، بالقرب من الحدود مع زامبيا، تحت تأثير الرهبانيات الكاثوليكية حتى القرن التاسع عشر. بدأ تراجع البعثات التبشيرية خلال القرن الثامن عشر وتسارعت بسبب السياسات المعادية لليسوعيين لماركيز دي بومبال. أدَّى قمع الأوامر الدينية في الإمبراطورية البرتغالية عام 1834 إلى تفاقم الوضع وفي عام 1855 لم يكن بمقدور المبشرين البقاء في المستعمرة.

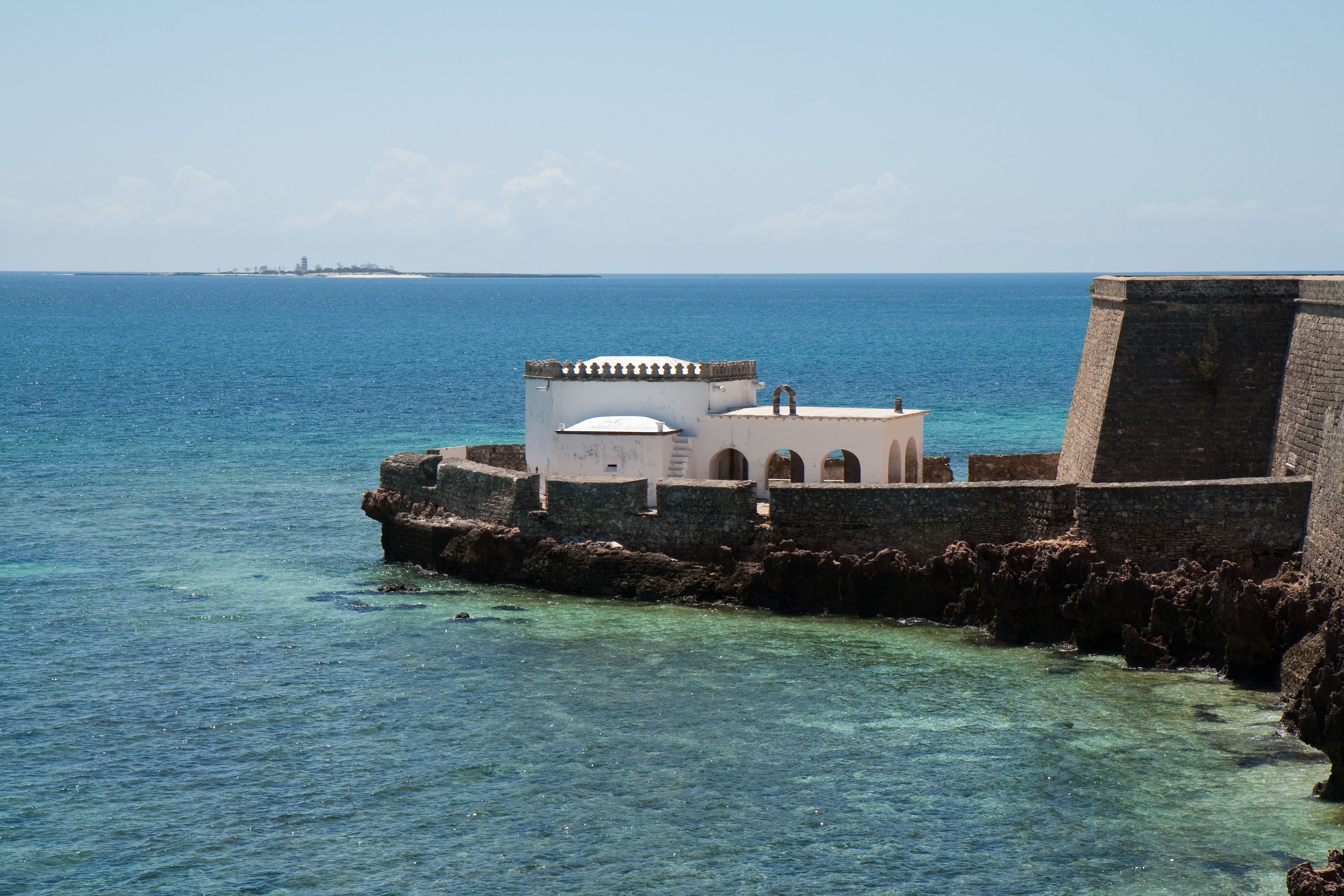
كنيسة نوسا سينهورا دي بالوارت في جزيرة موزامبيق.

حدث تغيير نحو الأفضل في عام 1881، عندما استأنف اليسوعيون عملهم التبشيري في المستعمرة. من جهة أخرى، تعرّض العمل التنصيري لانقطاعات عديدة، بسبب الصعوبات على اختلاف أنواعها والاضطهادات. بدأ الاستئناف في عام 1920، عندما عادت العديد من الجماعات الدينية الكاثوليكية إلى موزمبيق البرتغالية، وانضم إليهم الفرنسيسكان في عام 1898، وفي عام 1910 كان هناك 71 مبشرًا في المستعمرة، غالبيتهم من البرتغاليين. عانت البعثة مرة أخرى من سياسات مناهضة الإكليروس المتطرفة للجمهورية البرتغالية الأولى بين عام 1910 وعام 1925، لكن الكونكوردات بين الحكومة البرتغالية والكرسي الرسولي في عام 1940 نتج عنه تقدم وإنشاء التسلسل الهرمي من جديد. زاد عدد الكاثوليك المحليين في المستعمرة من 4,000 في عام 1900 إلى 60,000 في عام 1936 ثم إلى 850,000 في عام 1960. تلقى رئيس الأساقفة ثيودوسيوس كليمنتي دي جوفيا دي لورينسو ماركيز قلنسوة حمراء في عام 1940، وهو أول أسقف من أفريقيا جنوب الصحراء يُسمى كاردينال. كان سكان الريف في موزمبيق أميين إلى حد كبير. ومع ذلك، تلقى بعض الآلاف من الأفارقة تعليمهم في الدين واللغة البرتغالية والتاريخ البرتغالي من قبل المدارس التبشيرية الكاثوليكية والبروتستانتية التي أنشئت في المدن وفي الريف.
كان للكونكوردات بين الحكومة البرتغالية والكرسي الرسولي في عام 1940 تأثير ضئيل في تحرير الكنيسة من قمع وتأثير النظام الاستعماري. كانت البعثات الكاثوليكية تُمول من قبل الدولة البرتغالية بقدر ما كانت تخدم المصالح الاستعمارية. كانت الحكومة البرتغالية تقدم المساعدات المالية السخية للرهبانيات الدينية، بما في ذلك دفع الأجور، والسفر المجاني إلى الخارج، والوضع الخاص للأساقفة الذين كانوا يتمتعون بامتيازات مماثلة لحكام ولايات المستعمرة، والسلطة على التعليم الابتدائي، وبعض المكافآت لتطوير المؤسسات الكنسية الكاثوليكية في المستعمرة البرتغالية. ونتيجة لذلك أصبح التبشير أكثر منهجية وسرعة، حيث تم إنشاء البعثات والمدارس والمراكز الصحية والمختبرات. كما تزايدت أعداد الأبرشيات على مر السنين: حيث بلغت عشية الاستقلال حوالي تسعة أبرشيات. داخليًا، ظهرت الكنيسة الرومانية الكاثوليكية الموزمبيقية كنسخة مُخلصة من الدين الذي يُمارس وينظم في البرتغال. لم يبذل العديد من المبشرين جهداً بتعلم اللغات المحلية الأفريقية. وبُذلت جهود صغيرة لغرس الثقافة في الليتورجيا والتعليم الديني والأساليب الرعوية. ظلَّت قيادة الكنيسة برتغالية حتى استقلال البلاد، ولم يتم ترسيم أول كاهن كاثوليكي موزمبيقي في العصر الحديث حتى عام 1953، وبلغ عدد الكهنة الأصليين في عام الاستقلال عام 1975 38 فقط مقابل 478 كاهنًا أجنبيًا.

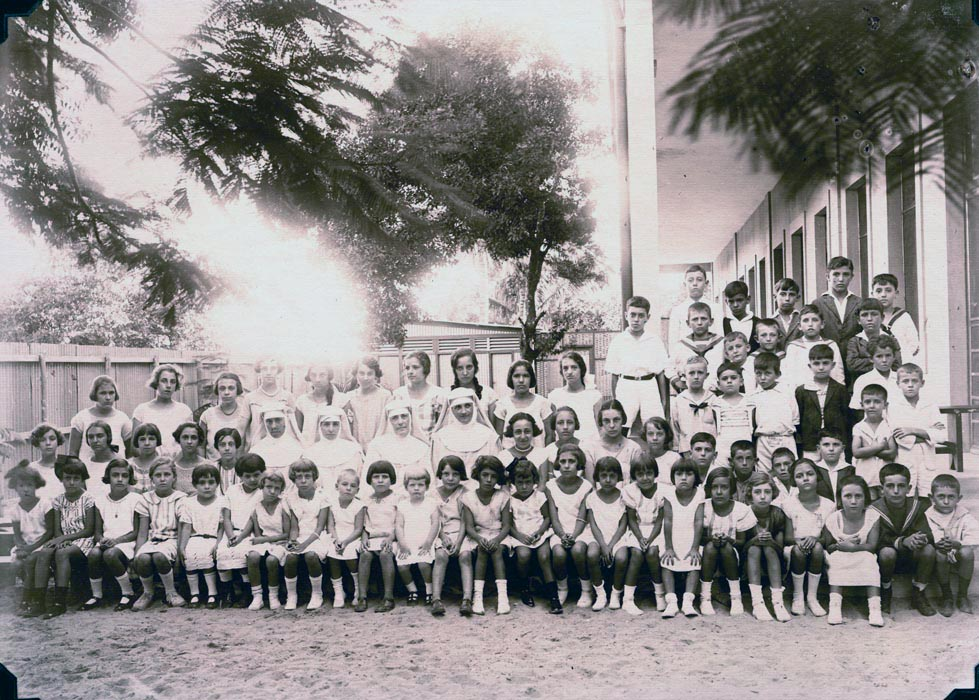
صورة تاريخية لمعهد بيو العاشر الكاثوليكية في مدينة بيرا عام 1925.

في عام 1974 ضمت موزمبيق البرتغالية على حوالي 250,000 أوروبي، معظمهم من أصول برتغالية وكانوا يُشكلون حوالي 3% من السكان، وضمت موزمبيق على مجتمعات هندية وصينية ويونانية وناطقة باللغة الإنجليزية، وكان السكان البيض فيها أكثر تأثيراً من جنوب إفريقيا. وبلغ عدد سكان عاصمة موزمبيق البرتغالية، لورينسو ماركيز (مابوتو) حوالي 355,000 نسمة في عام 1970 مع حوالي 100,000 أوروبي. كان عدد سكان بيرا في ذلك الوقت حوالي 115,000 نسمة مع حوالي 30,000 أوروبي. تراوحت نسبة السكان الأوروبيين في معظم المدن الأخرى بين 10% إلى 15%، بينما تراوحت نسبة المجتمعات الأوروبية في مدن أنغولا البرتغالية بين 50% إلى 60%. سيطر السكان ذوي الأصول البرتغالية على مفاصل الاقتصاد والسياسة والتجارة، كما كان التسلسل الهرمي الكنسي الكاثوليكي في الغالب مكون من ذوي الأصول البرتغاليَّة. بحلول أوائل القرن العشرين، سمحت حكومة البر الرئيسي لمزيد من هجرة البيض واستيطانهم في المنطقة، وكان لدى موزمبيق 370,000 مستوطن برتغالي أغلبيتهم الساحقة من الكاثوليك وبعض الكاثوليك من أصول يهودية، مما أدى إلى تحسين اقتصادها بحلول الستينيات من القرن العشرين. خلال هذا الوقت قاد أنطونيو دي أوليفيرا سالازار البرتغال، حيث فر عدة آلاف من المواطنين البرتغاليين إلى بلدان أخرى، وخاصةً روديسيا المجاورة وجنوب إفريقيا وكذلك البرازيل والولايات المتحدة والبرتغال. ثار السود وبعض الهنود والبيض ضد الحكم البرتغالي في عام 1974. ومع استقلال البلاد من بين 80,000 برتغالي اختار حوالي 10,000 الجنسية الموزمبيقية بدلاً من الجنسية البرتغالية، وكانت العوامل الأكثر حسماً لتفضيل هجرة البيض وفقًا للدبلوماسي الأمريكي ويليام جاكوبسن هي «مزيج من الأطباء الذين يغادرون إلى الأبد، وانخفاض معايير الرعاية الطبية... وعدم اليقين بشأن استعداد البلاد للسماح لمواطني موزمبيق بمغادرة الأراضي الوطنية». يذكر أن البرتغاليون جلبوا إلى البلاد العديد من التطورات التكنولوجية بالإضافة إلى دين جديد وهو المسيحية.
شهدت الفترة من عام 1940 إلى عام 1970 توسّعًا كبيرًا حيث تم بناء الكنائس والبعثات والمدارس والعيادات والمستشفيات، ومن بينها المركز المسيحي الناصري الذي تأسس عام 1968 بالقرب من بيرا ويديره الآباء البيض. باستثناء سيباستياو سواريس ريزندي، أسقف بيرا، ولاحقًا فييرا بينتو، أسقف نامبولا، دعم التسلسل الهرمي الوضع الاستعماري الراهن، وفي بعض الأحيان ظل صامتًا في وجه القمع البرتغالي. بالمقابل ندد المبشرين بالسياسة البرتغالية القمعيّة؛ في مايو عام 1971، غادر 48 كاهنًا أبيض من بيرا وتيتي موزمبيق حيث أعتبرتهم الحكومة الإستعمارية بأنهم «ليسوا شركاء في الدعم الرسمي الذي يبدو أنه حتى الأساقفة... يقدمونه لنظام يستخدم الكنيسة بذكاء لتوطيد وإدامة وضع عفا عليه الزمن في إفريقيا». أدَّت الاحتجاجات والاشتباكات مع الحكومة البرتغالية إلى أعمال عنف قمعية وترحيل مائة مبشر، بمن فيهم فييرا بينتو أسقف نامبولا.

### الاستقلال

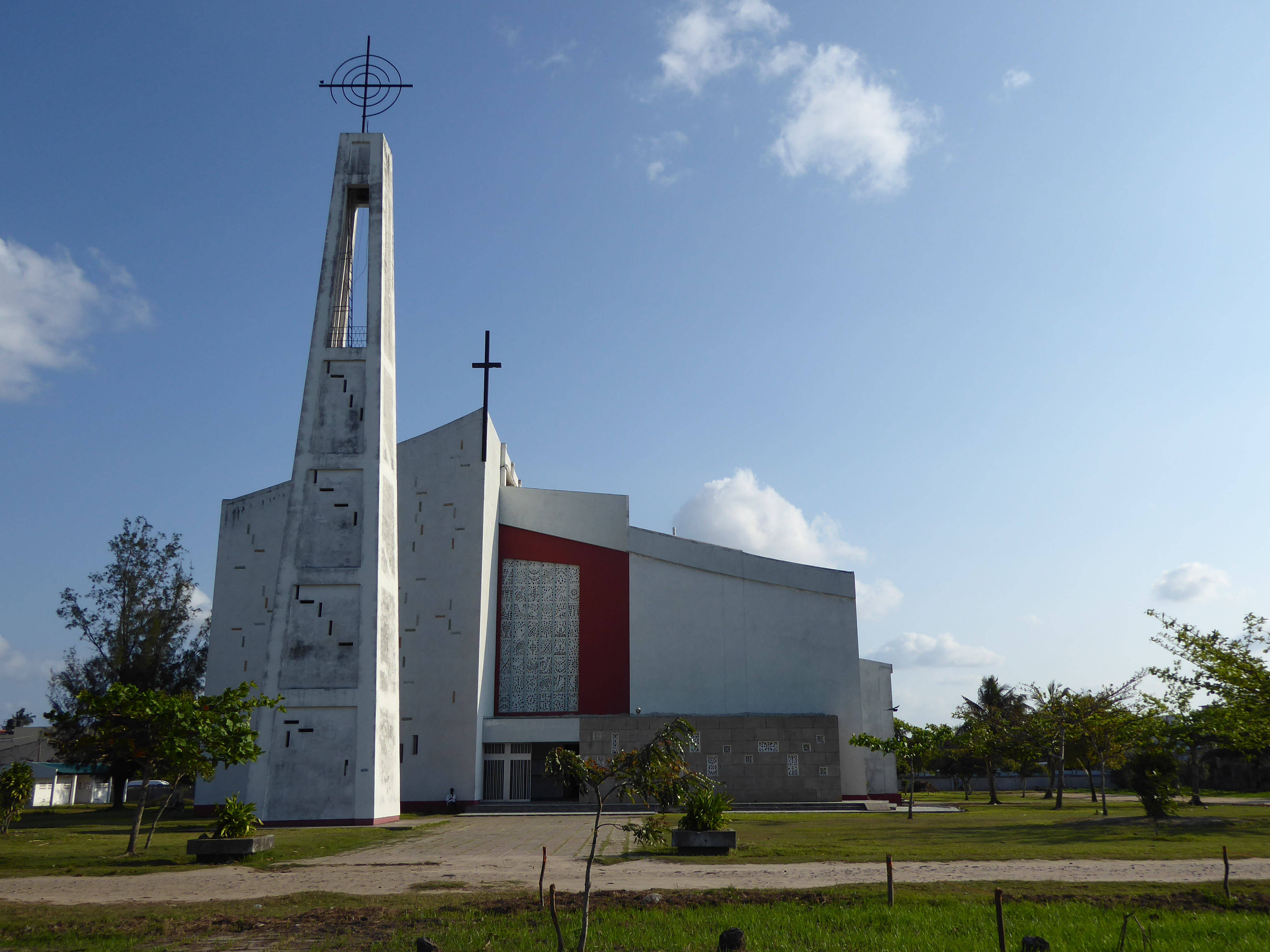
الكاتدرائية الحديثة في مدينة كيليماني.

قبل الاستقلال، كان ما يقرب من ثلث السكان يعتبرون أنفسهم مسيحيين إلى جانب عدد قليل من المسلمون. هاجرت أعداد كبيرة من السكان البرتغاليين بعد فترة وجيزة من الاستقلال، معظمهم هاجر إلى البرتغال، حيث أُطلق عليهم العائدون (بالبرتغاليَّة:  retornados )، بينما انتقل آخرون إلى ملاوي المجاورة، وروديسيا، أو جنوب إفريقيا. في 25 يونيو من عام 1975، أصبحت موزمبيق دولة مستقلة، مما أدى إلى تغيير جذري في العلاقات بين الكنيسة والدولة. ظلَّت حكومة التحرير، بقيادة جبهة تحرير موزمبيق، تنتقد الكنيسة، وهي مواقف نموذجية للأنظمة الاشتراكية، كما قامت بتبني سياسة إلحاد الدولة. خلال حكومة سامورا ماشيل، قام الرئيس بتأميم أصول وأملاك الكنيسة وخفض الدعم الحكومي لها. طُرد القساوسة من منازلهم، وأغلقت الندوات، وسيطرت الدولة على المدارس والمستشفيات التي كانت حتى ذلك الحين مملوكة ومدارة بأغلبيتها من قبل المؤسسات الدينية المسيحية. وحظرت دخول جميع شهود يهوه ونفتهم إلى منطقة في زامبيزيا في عام 1977. تم إغلاق محطة راديو باكس الكاثوليكي، الذي تأسس عام 1953 في مدينة بيرا. واستقال أربعة أساقفة وغادر مئات من مسؤولي الكنيسة البلاد في أواخر عام 1976.
استجابة للتغيرات التي طرأت على الوضع الاجتماعي والديني بعد استقلال موزمبيق، وجهت الكنيسة الرومانية الكاثوليكية انتقادات عامة للحكومة. حيث أدان الأساقفة الكاثوليك فرض الإلحاد على المجتمع وانتقدوا عقوبة الإعدام ومعسكرات إعادة التثقيف. في عام 1978 قررت التحول إلى كنيسة من المجتمعات، وهو أمر فهمته الدولة على أنه تحرك نحو مقاومة الاشتراكية، بدلاً من التعاون الذي ذكره بعض الأساقفة. وكانت النتيجة هجومًا مباشرًا على كل الأديان من جانب الدولة. منذ أوائل عام 1979، حاول النظام الإشتراكي تشويه سمعة الكنيسة على خلفية تاريخ الكنيسة وارتباطها بالحكومة الاستعمارية، وبدأ النظام بحملة لإغلاق الكنائس ومنع الأنشطة الدينية وتقييد تحركات الطاقم الديني. قاومت المؤسسات الكاثوليكية والدينية الأخرى، بشكل أو بآخر، هذه السياسات بشكل علني. بحلول عام 1980، كانت المقاومة مفتوحة غالبًا وازداد النقد الدولي ضد نظام جبهة تحرير موزمبيق، الأمر الذي أقنع قادة جبهة تحرير موزمبيق بتغيير موقفهم. كان للعديد من الجماعات البروتستانتية في موزمبيق ولاء قوي لحكومة جبهة تحرير موزمبيق، ربما لأن الكثيرين في قيادة جبهة تحرير موزمبيق (بما في ذلك البطل القومي الراحل إدواردو موندلين) قد تلقوا تعليمهم في مدارس بروتستانتية وكان مجلس الكنائس العالمي قد دعم معهد موزمبيق في دار السلام خلال حرب التحرير. ومع ذلك، عانت العديد من الكنائس غير الكاثوليكية كثيرًا، ليس أقلها شهود يهوه الذين تم ترحيلهم جميعًا إلى زامبيزيا والكنيسة الناصرية التي شهدت سجن العديد من مبشريها.

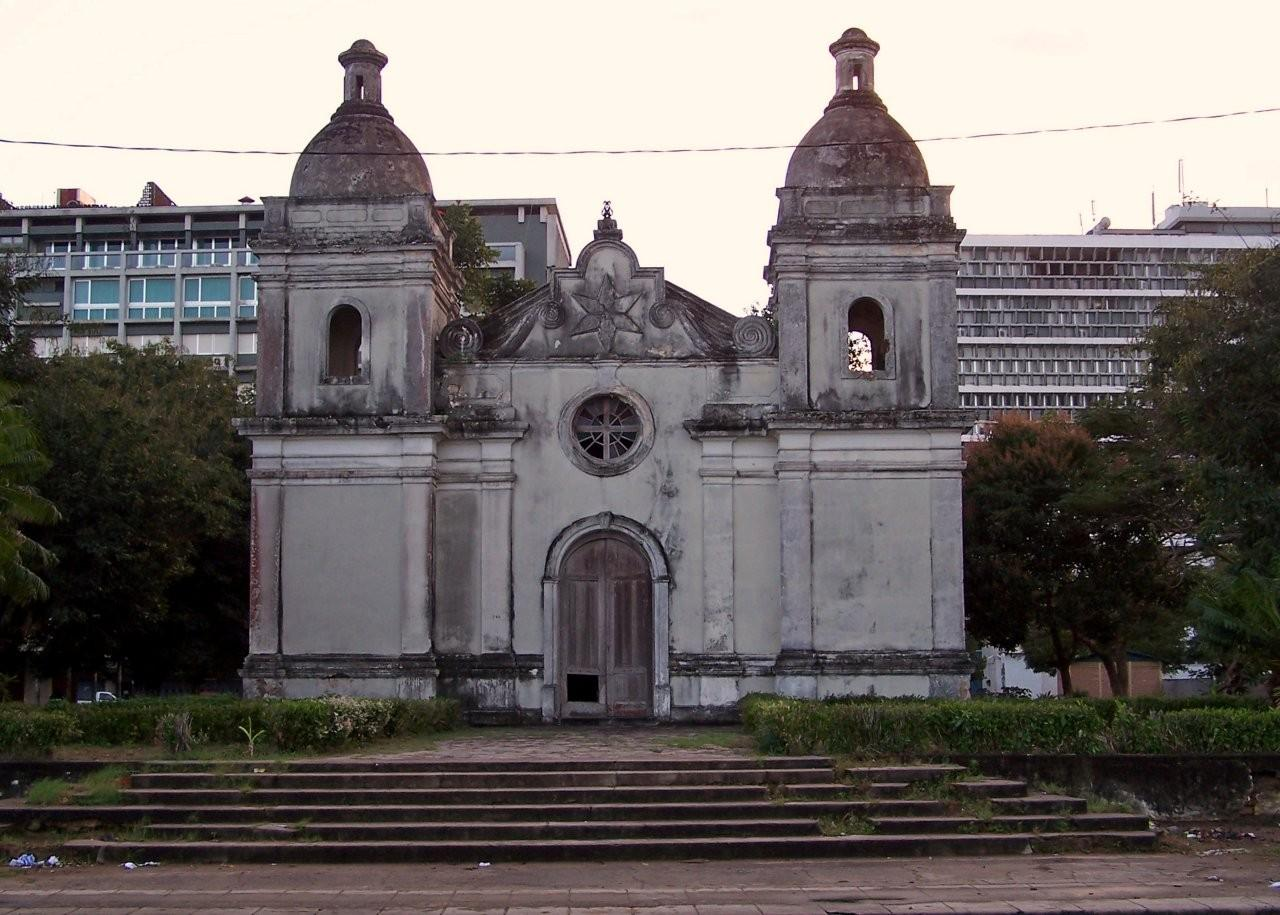
الكاتدرائية القديمة في مدينة كيليماني: صودرت من قبل حزب جبهة تحرير موزمبيق.

بموجب الدستور الجديد، أصبحت موزمبيق دولة علمانية، على الرغم من ضمان الحرية الدينية. انتهى موقف الحكومة الاشتراكية تجاه الكنيسة بالتحسن بعد أن اكتسبت الكنيسة إعجاباً أكبر بين السكان، خاصةً بسبب دورها الرائد في الأعمال الخيرية، لا سيَّما في مواجهة الحرب الأهلية التي تلت ذلك. استفادت المقاومة الوطنية الموزمبيقية المعادية للشيوعية من هجوم جبهة تحرير موزمبيق المناهض للدين. تم إجراء بعض الحملات على الصعيدين الوطني والدولي من قبل حركة المتمردين حول موضوع الدين بالفعل في عام 1978، ولكن مع القليل من التأثير طويل الأمد - فقط بعض مجموعات الخمسينية الأمريكية والإنجليزية المتطرفة - انحازت علنًا إلى جبهة تحرير موزمبيق. كان موقف حرب العصابات في النهاية غامضًا فيما يتعلق بالمؤسسات الدينية، ولم تتردد الحركة في أخذ رهائن دينيين أو قتل المبشرين أو الكهنة المحليين أو القساوسة أو الراهبات. انتهت حملة جبهة تحرير موزمبيق المناهضة للدين رسمياً في عام 1982 عندما عقد الحزب الحاكم اجتماعاً مع جميع المؤسسات الدينية الرئيسية. وفي تلك المناسبة، ادعى أنه تم ارتكاب أخطاء وأن الوحدة الوطنية بحاجة إلى أن تسود. استمرت سيطرة الدولة على المؤسسات الدينية بعد عام 1982، لكن هجوم الدولة على الدين انتهى.
في عام 1982، تحسنت العلاقات بين الكنيسة والدولة بشكل أكبر، بعد إعادة بعض المباني إلى الكنيسة، والسماح للندوات بإعادة فتحها. قبل وفاته في حادث تحطم طائرة عام 1986، قال الرئيس سامورا ماشيل لقادة الكنيسة: «سنتعاون في حوار غير قضائي على الجانبين. سنتناقش، إذا لزم الأمر، ولكن ليس في الأمور ذات الأهمية الثانوية». قررت الدولة أخيرًا إعادة مؤسسات الكنيسة المؤممة سابقًا. أثارت هذه الحقيقة نقاشًا بين الكاثوليك: دعا البعض إلى العودة إلى البنية التحتية المؤسسية لحقبة ما قبل الحرب الأهلية، بينما دعا آخرون إلى نهج متجذر في المجتمعات المسيحية المحلية الصغيرة، مع احترام اللغات والثقافات الأصلية وزيادة ثقافة الإيمان. نشر أسقف نامبولا وثيقة تطالب برؤية رعوية جديدة، أقرب إلى الواقع المحلي، لا تستند فقط إلى القوالب الأوروبية، إلى جانب التأكيد على أنَّ العقلية الاستعمارية والبرجوازية يجب أن تتحول إلى ضمير وتضامن مع الشعوب الأصلية، وأن لا ينبغي للكنيسة أن تدافع عن مصالحها المادية فوق مصلحتها الأساسية، ألا وهي خلاص الشعب. في مارس عام 1975، تم ترسيم أول أسقفين محليين في البلاد: ألكسندر خوسيه ماريا دوس سانتوس وجانواريو ماتشازي نانغومبي. بعد ذلك بعامين، وضعت أول جمعية وطنية رعوية برامج تغيير عملية شددت على الوزارات العلمانية.

### الوضع الحالي
في عام 2000 كان لدى الكنيسة الكاثوليكية في موزمبيق 277 رعية نشطة يخدمها 88 أبرشيًا وحوالي 328 كاهنًا دينيًا. ومن بين المتدينين الآخرين ضمت البلاد على ما يقرب من 90 راهب وحوالي 890 راهبة، عمل الكثير منهم في 217 مدرسة ابتدائية وحوالي 32 مدرسة ثانوية في البلاد. استجابةً للحاجة المتزايدة للبنية التحتية للكنيسة لدعم المجتمع الكاثوليكي المتنامي، أرسلت الكنائس في البرازيل ونيجيريا وزيمبابوي قساوسة ومبشرين كاثوليك. أعاد المرسلون الكاثوليك فتح مدرستهم للتدريب التقني في نامبولا وتم التخطيط لإنشاء جامعة كاثوليكية في بيرا. أقام معظم الكاثوليك في المقاطعات الوسطى، بينما يمكن العثور على عدد متزايد من المسلمين في الشمال وعلى طول الساحل. استجابة للفيضانات الشديدة التي شهدتها المنطقة من قبل إعصار إيلين في مارس عام 2000، تبرع البابا يوحنا بولس الثاني بمبلغ 150 ألف دولار أمريكي من مؤسسته الخيرية الخاصة، كور أونوم، للمساعدة في جهود الإغاثة التي تقودها كاريتاس موزمبيق.
بالمقارنة مع بيانات عام 2000، أصدر الفاتيكان إحصائيات 2019 حول أوضاع الكنيسة الكاثوليكية في موزمبيق، ووحد أنَّ هناك 7,621,000 كاثوليكي موزعين على 12 دائرة كنسية، وحوالي 343 رعية، وحوالي 1,335 مركز رعوي. لدى موزمبيق 23 أسقفًا، وحوالي 297 كاهنًا أبرشيًا، وحوالي 362 كاهنًا دينيًا وحوالي 1,207 راهبة. يوجد 17 عضوًا في المعاهد العلمانية في البلاد، وحوالي 97 إرساليًا علمانيًا وحوالي 56,871 معلمًا لتعاليم الكنيسة الكاثوليكية. في نطاق الدعوات الكهنوتية، يوجد 587 إكليريكي ثانوي وحوالي 599 إكليريكيًا رئيسيًا. يوجد في الكنيسة الكاثوليكية 172 روضة أطفال ومدرسة ابتدائية تخدم 50,022 طالبًا؛ وحوالي 64 مدرسة إعدادية وثانوية تضم 57,086 طالبًا وحوالي 14 معهداً عالياً وجامعة تستقبل 19,024 طالبًا. بالإضافة إلى ذلك، تمتلك الكنيسة أو تدير 24 مستشفى، وحوالي 21 عيادة خارجية، وحوالي سبعة ملاجئ للجذام، وتسعة مصحات، وحوالي 74 داراً للأيتام وروضة أطفال، ومكتبان للأسر، ومركزان للتربية الخاصة وإعادة التأهيل، بالإضافة إلى 37 مكانًا آخر للمساعدة الإنسانية والتعزيز.

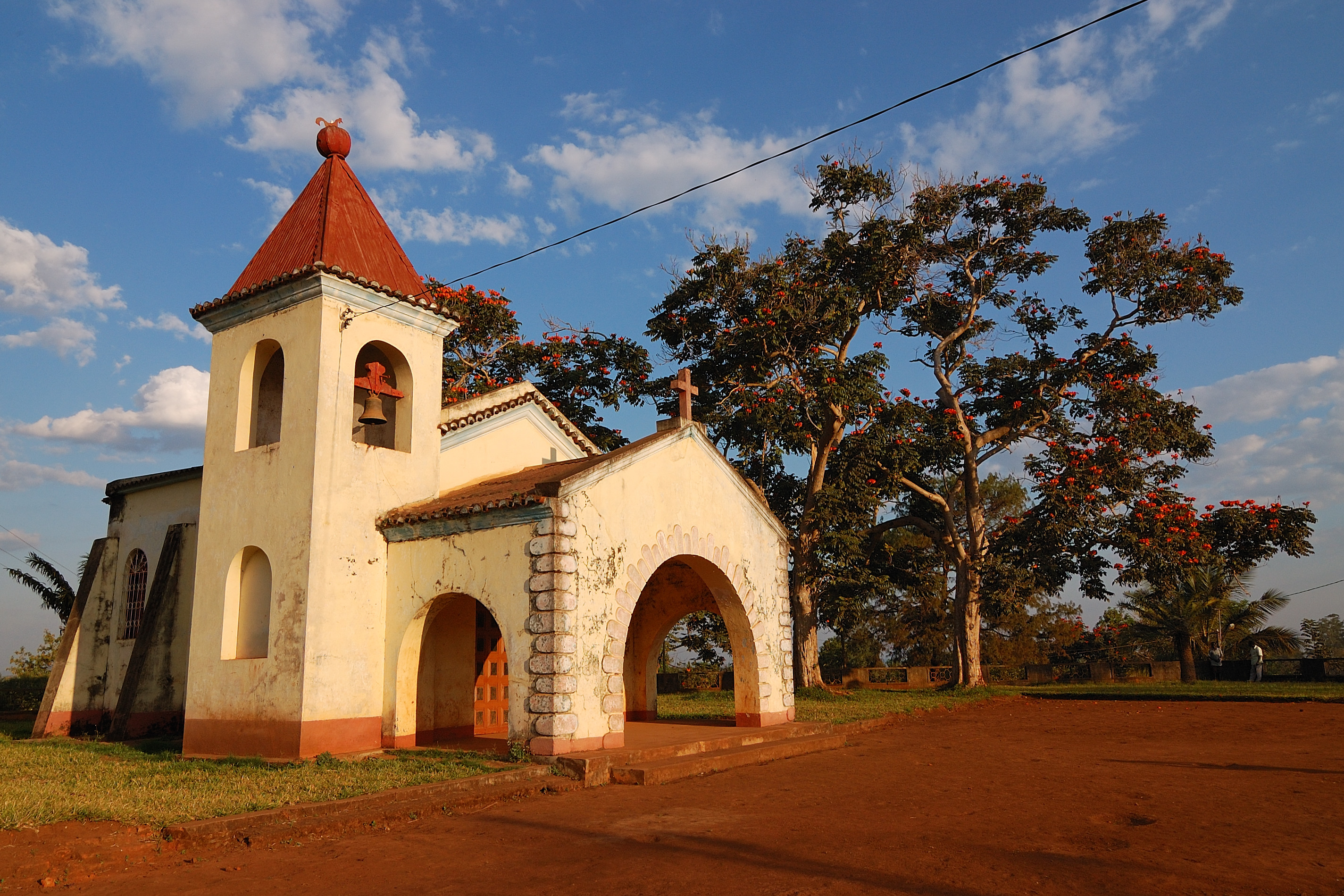
مصلى كاثوليكي في موزمبيق.

تم توقيع اتفاقية بين الحكومة الموزمبيقية والفاتيكان في عام 2012، ترشد العلاقات بين الدولة والكنيسة الكاثوليكية. وبحسب بنود الإتفاقية فإن الكنيسة مستقلة قانونًا ولها الحق في تنظيم شؤونها الداخلية وتعيين أساقفتها. في يوليو عام 2013، اشتكى رئيس الأساقفة الفخري خايمي غونسالفيس، الذي يعتبر شخصية محورية في مفاوضات السلام، من أن مقاتلي المقاومة الوطنية الموزمبيقية السابقين لم يتم دمجهم بعد في قوة الشرطة، على النحو الذي قررته اتفاقيات روما للسلام. وفيما يتعلق بإعادة ممتلكات الكنيسة التي صادرتها الدولة، فقد تم بالفعل إعادة حوالي 60% من تلك الممتلكات، ولا تزال المفاوضات جارية بشأن إعادة الممتلكات المتبقية. كانت الزيارة التي قام بها رئيس الوزراء الموزمبيقي، ألبرتو كليمنتينو فاكوينا، إلى الفاتيكان، في 11 أبريل عام 2013، من أجل مقابلة البابا فرنسيس، على رأس جدول أعماله كان «المساهمة الإيجابية للكنيسة الكاثوليكية في السلام وتنمية البلاد، لا سيما من خلال الأنشطة التربوية والخيرية والمساعدات الإنسانية». لا يزال هناك الكثير من عدم الاستقرار السياسي والاجتماعي في البلاد، وتعمل الكنيسة الكاثوليكية جاهدة على المصالحة وعملية التهدئة في البلاد.
نظرت الكنيسة بقلق إلى نمو الإسلام، الذي اكتسب عددًا متزايدًا من الدعاة الراديكاليين، الذين درسوا في بلداناً أخرى، وتشير إلى أن التعصب الديني قد يصبح مشكلة في البلاد، كما هو الحال بالفعل في أجزاء أخرى من شرق أفريقيا. وبحسب مسح لمركز بيو للأبحاث نُشر عام 2013 يقول 23% من المسلمين الموزمبيقيين إن جميع المسلمين في بلدهم، أو الكثير منهم، معادون للمسيحيين، وفقاً لمسح أجراه مركز بيو للأبحاث حول مسلمي العالم. ونحو 17% من تم استطلاع آرائهم من المسلمين في موزمبيق يقولون إن كل أو معظم أو كثير من المسيحيين معادون للمسلمين. وبحسب مركز بيو للأبحاث حوالي 61% من المسلمين الموزمبيقيين يقولون إنهم يعرفون بعضًا أو كثيرًا عن المعتقدات المسيحية، ويقول حوالي 34% من المسلمين الموزمبيقيين أنَّ المسيحية تختلف كثيراً عن الإسلام، بالمقارنة مع 60% منهم يقولون أنَّ للمسيحية الكثير من القواسم المشتركة مع الإسلام. وقال 57% المسلمين الموزمبيقيين أنهم يشاركون في اجتماعات دينيَّة منظمة مع المسيحيين.

## ديموغرافيا
| الإنتماء                      | تعداد 1997 | تعداد 2007 | إحصائيَّة الديموغرافيا والصحة عام 2009 | مركز بيو للأبحاث عام 2010 | إحصائيَّة الديموغرافيا والصحة عام 2015 |
| ----------------------------- | ---------- | ---------- | ------------------------------------ | ------------------------- | ------------------------------------ |
| مسيحية                        | 49.1%      | 56.1%      | 61.3%                                | 56.1%                     | 69.4%                                |
| الكنيسة الرومانية الكاثوليكية | 23.8%      | 28.4%      | 32.3%                                | 28.4%                     | 30.5%                                |
| مسيحية صهيونية                | 17.5%      | 15.5%      | 7.4%                                 |                           | 10.3%                                |
| الإنجيليَّة                     | 7.8%       | 10.9%      |                                      |                           | 9.5%                                 |
| البروتستانتية                 |            |            | 21.6%                                | 27.1%                     | 18.4%                                |
| الأنجليكانية                  |            | 1.3%       |                                      |                           | 0.8%                                 |
| الإسلام                       | 17.8%      | 17.9%      | 19.5%                                | 22.8%                     | 19.3%                                |
| لادينية                       | 23.1%      | 18.7%      | 12.8%                                |                           | 9.9%                                 |
| آخرون                         | 10.0%      | 7.3%       | 6.4%                                 |                           | 1.4%                                 |
| ملاحظة 1. 2. 3.               |            |            |                                      |                           |                                      |

## الطوائف المسيحية

### الكاثوليكية

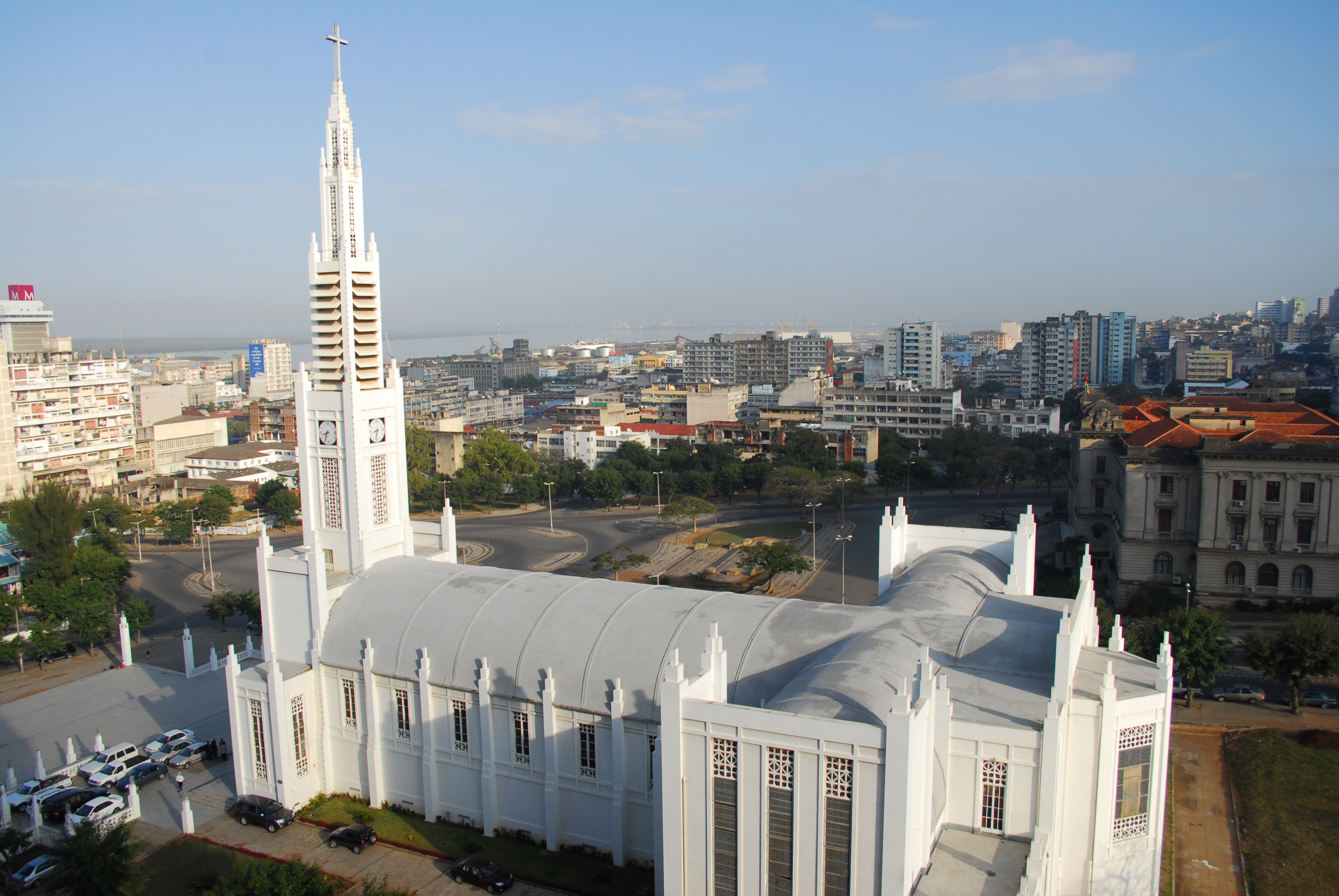
كاتدرائية الحبل بلا دنس الكاثوليكية في مابوتو.

الكنيسة الكاثوليكية الموزمبيقيَّة هي جزء من الكنيسة الكاثوليكية العالمية في ظل القيادة الروحية للبابا في روما، وفقاً لتعداد السكان عام 2007 حوالي 28.4% من السكان من أتباع الكنيسة الرومانية الكاثوليكية أي حوالي أربعة ملايين مؤمن، ويعود التأثير والإرث الكاثوليكي في البلاد بسبب كونها مستعمرة برتغالية سابقة. تنقسم الكنيسة المحلية إلى اثني عشر أبرشية بما في ذلك ثلاثة أسقفيات.
بعد استقلال البلاد في عام 1975، تبنت الدولة النظام الشيوعي، وأدى ذلك إلى حملة معادية للدين حيث قامت الحكومة الشيوعية بتأميم جميع المدارس والمرافق الصحية، وكانت المؤسسات الدينية تملك معظم هذه المؤسسات. وفي مواجهة المقاومة، قامت الدولة الجديدة بسجن عدد من رجال الدين في عام 1975 وعام 1976. واستجابة للتغيرات للوضع الاجتماعي والديني، قامت الكنيسة الرومانية الكاثوليكية بنشر نقد عام. وأدان الأساقفة الكاثوليك عقوبة الإعدام وإعادة معسكرات التعليم. في عام 1978 قررت أن تتحول إلى كنيسة من المجتمعات، وهو أمر أدركته الدولة على أنه خطوة نحو مقاومة الاشتراكية، وبدلاً من التعاون الذي أعلنه بعض الأساقفة. كانت النتيجة هجومًا صريحًا على جميع الأديان من جانب الدولة. ومنذ أوائل عام 1979، حاول النظام تشويه سمعة الكنيسة وأعتبارها كنيسة استعماريَّة، وبدأت حملة لإغلاق الكنائس ومنع الأنشطة الدينية وتقييد حركات الموظفين الدينيين. قاومت المؤسسات الدينية والكاثوليكية، بشكل أو بآخر. وبحلول عام 1980، كانت المقاومة مفتوحة وغالبًا ما كان النقد الدولي سيئًا، وهو ما أقنع جبهة تحرير موزمبيق بتغيير سياستها. وانتهت حملة جبهة تحرير موزمبيق المعادية للدين بشكل رسمي عام 1982 عندما عقد الحزب في السلطة اجتماعًا كبيرًا مع جميع المؤسسات الدينية الرئيسية.

### البروتستانتية
تتعدد المذاهب البروتستانتيَّة في البلاد، ومنذ الفترة الإستعمارية البرتغالية للبلاد، كانت الكنيسة الكاثوليكية هي الجماعة المسيحية الرئيسيَّة في البلاد، وتلاها العديد من الكنائس البروتستانتية والكنائس الإفريقية المستقلة. وتظهر نتائج التعداد السكاني عام 2007 أن الكاثوليكية لم تعد الديانة الأكثر أهمية في المقاطعات الجنوبية في كل من مابوتو وغزة وإينهامباني، حيث أصبح أتباع الكنائس الصهيونية غالبية السكان، وتجاوزوا الكاثوليك. وبالنظر إلى موزامبيق بأكملها، فإن الكنائس الصهيونية هي ثالث كبرى الطوائف الدينيَّة، ووصلت نسبتهم إلى حوالي 15.5% من مجموع السكان. ولأول مرة، تم حساب الإنجيليين والخمسينيين معاً كفئة منفصلة واحدة في تعداد عام 2007، ومثلت 10.9% من مجموع السكان. وبدأ حضور الكنيسة الميثودية في الموزامبيق في عام 1890. عندما بدأ القس الدكتور إروين ريتشاردز في التبشير في مقاطعة إنهامبان. وقد تضاعفت أعداد الميثودية بثلاثة أضعاف منذ عام 1998، وتصل أعدادهم اليوم إلى 150,000 عضو في أكثر من 180 أبرشية. كان لدى العديد من الجماعات البروتستانتية في موزامبيق ولاء قوي لحكومة جبهة تحرير موزمبيق، ربما لأن العديد من قادة جبهة تحرير موزمبيق بما في ذلك إدواردو موندلين حصلوا على تعليمهم في المدارس البروتستانتية. ووفقًا لدراسة المؤمنون في المسيح من خلفية مسلمة: إحصاء عالمي وهي دراسة أجريت من قبل جامعة سانت ماري الأمريكيّة في تكساس سنة 2015 وجدت أن عدد المسلمين في الموزمبيق المتحولين للديانة المسيحية يبلغ حوالي 4,000 شخص.

### طوائف أخرى
تظهر الإحصائيات تزايد أعداد أتباع كنيسة يسوع المسيح لقديسي اليوم الآخر. وبدأ أول إرسال مبشرين إلى موزامبيق في عام 1999، واعتبارًا من ديسمبر 2012، كان للكنيسة أكثر من 6,029 عضوًا.

## معرض الصور

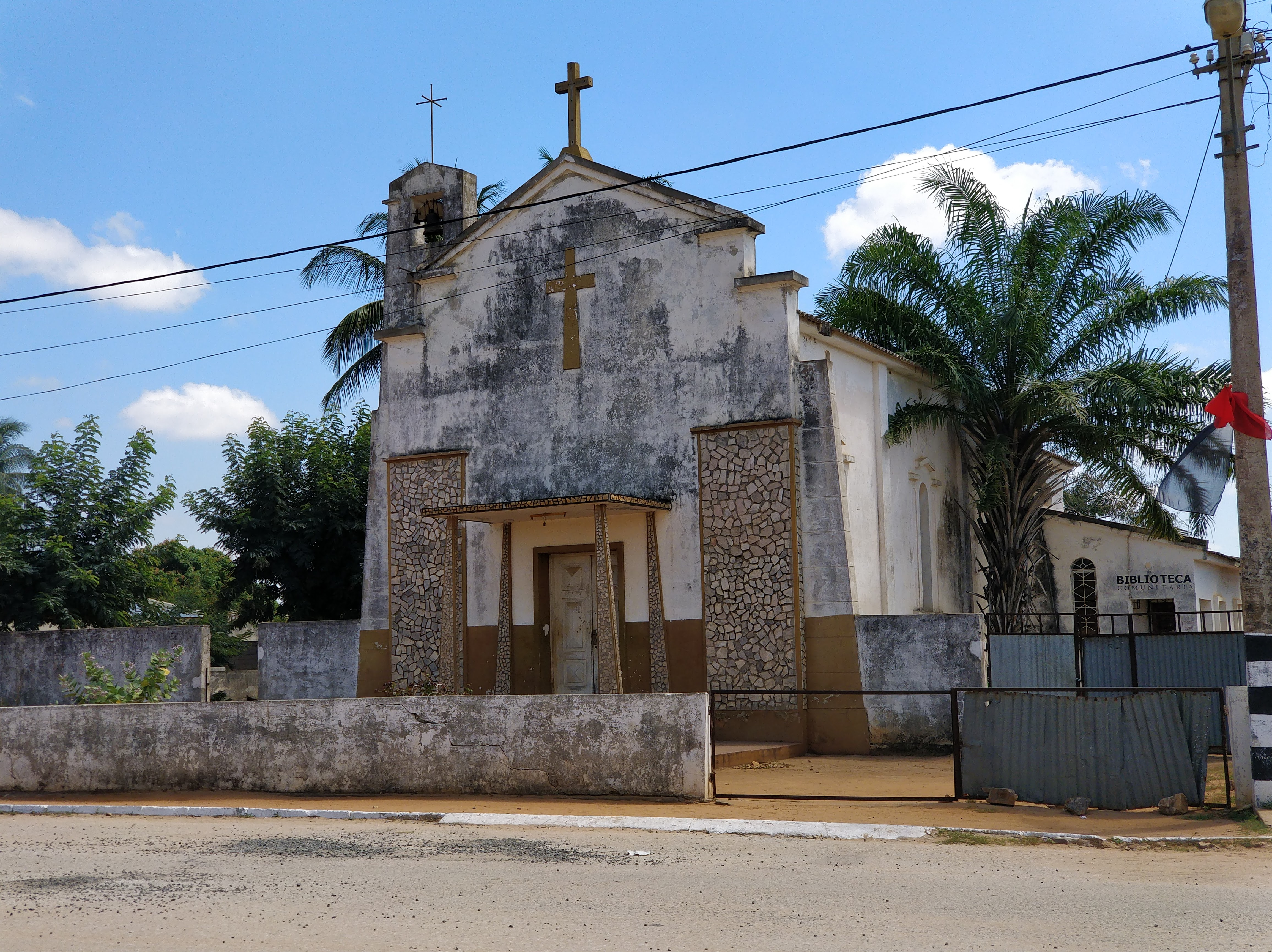
الكنيسة الكاثوليكية في مونابو
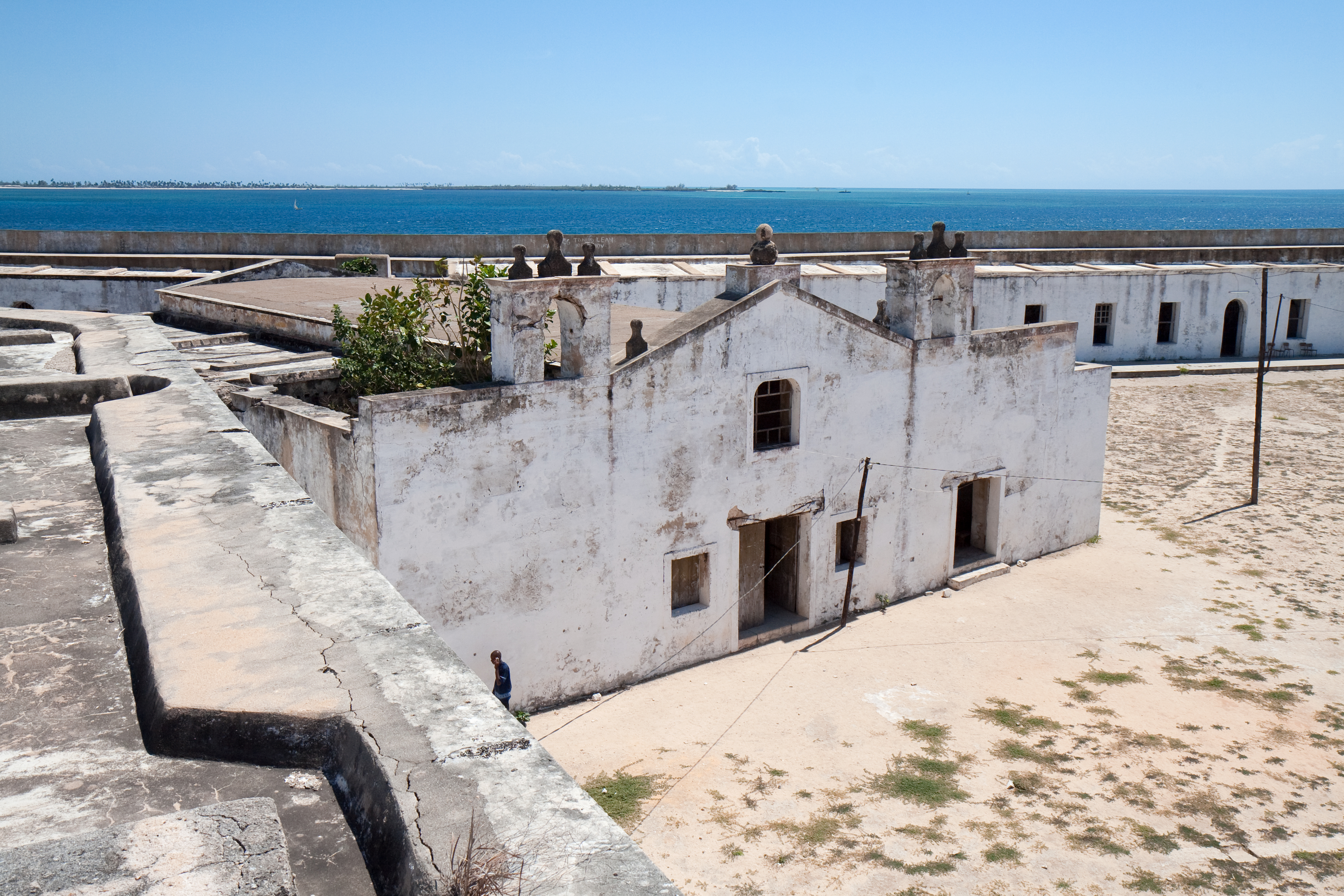
كنيسة الفديس سابيستيان جزيرة موزامبيق
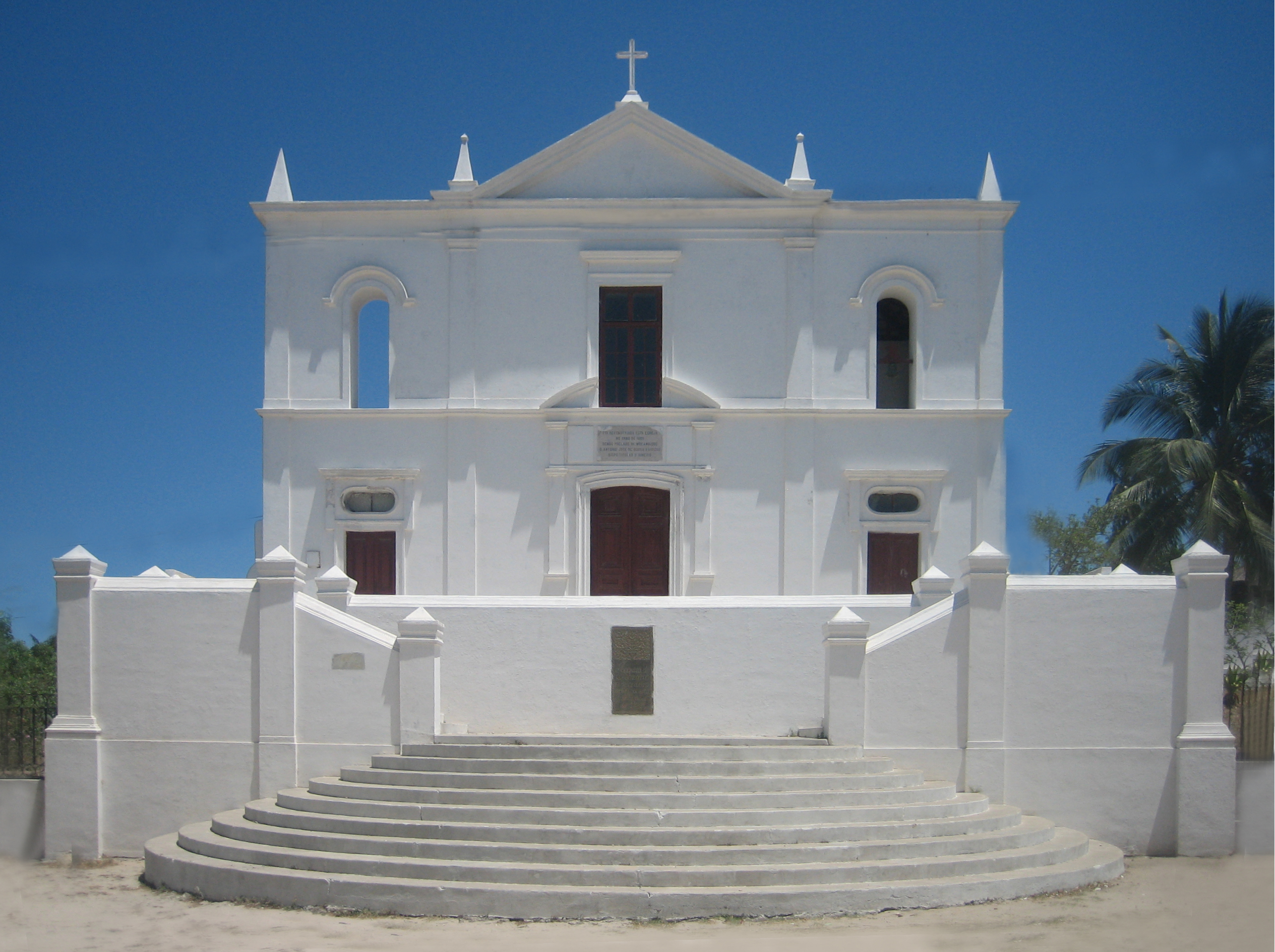
كنيسة سيدة الصحة في جزيرة موزامبيق
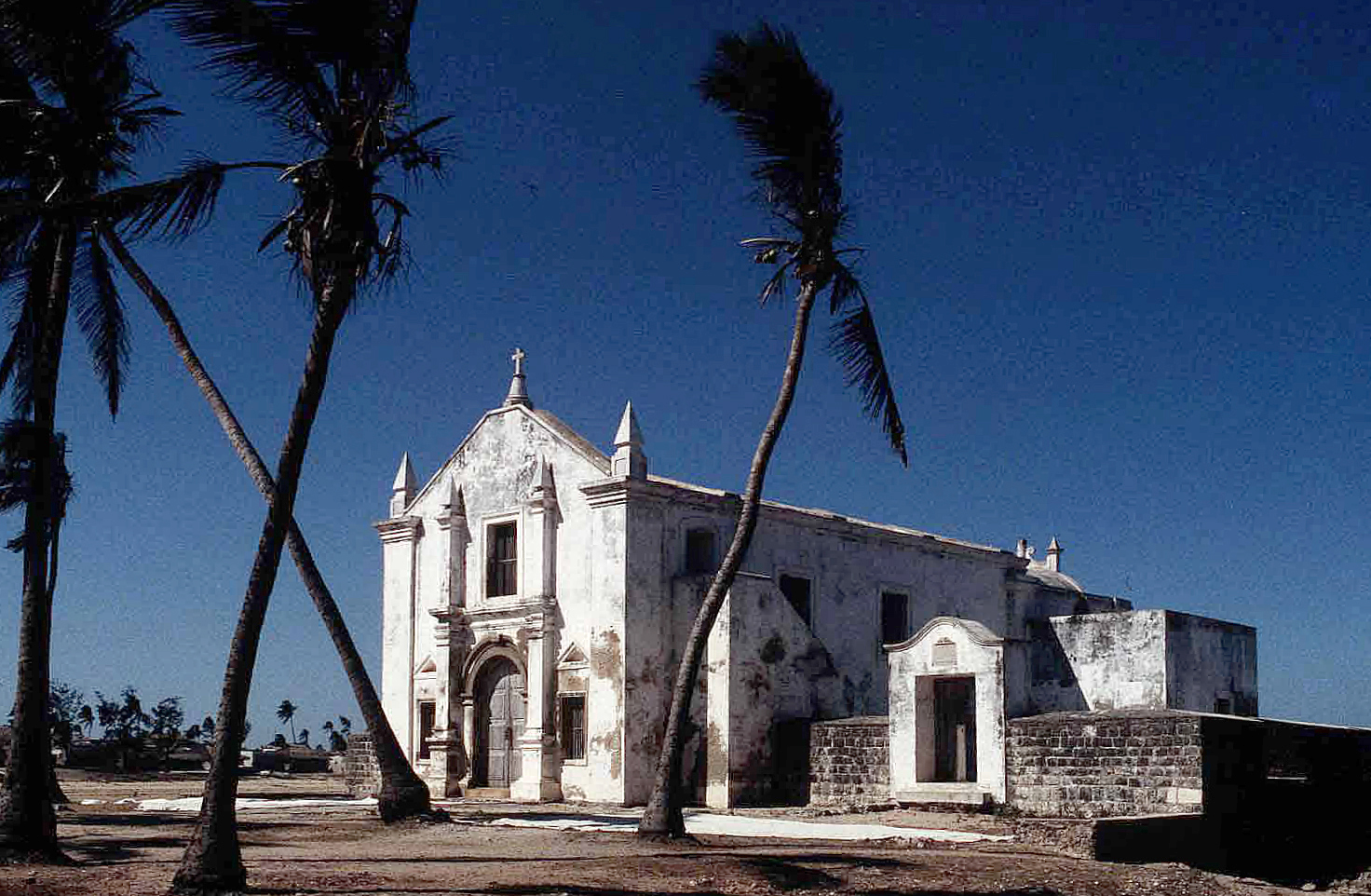
كنيسة القديس أنطونيو الكاثوليكية في جزيرة موزامبيق